# Stephanopis nigra
Stephanopis nigra is een spinnensoort in de taxonomische indeling van de krabspinnen (Thomisidae).
Het dier behoort tot het geslacht Stephanopis. De wetenschappelijke naam van de soort werd voor het eerst geldig gepubliceerd in 1869 door Octavius Pickard-Cambridge.